# Bořivoj I di Boemia
Bořivoj, Duca di Boemia (852 circa – 889 circa), fu il primo duca di Boemia storicamente documentato. Salito al titolo ducale attorno all'870 fu fra i capostipiti della dinastia dei Přemislidi. A quel tempo il ducato di Boemia era subordinato alla Grande Moravia.

## Biografia
Secondo quanto scritto da Cosma Praghese Bořivoj era uno dei figli del leggendario principe Hostivít a sua volta discendente dalla leggendaria principessa Libuše e da suo marito Přemysl l'Aratore. Quindi fatte salve tutte le cautele del caso la reale ascendenza di Bořivoj non è storicamente accertabile e si suppone che possa essere nato attorno all'852 e, in virtù della dipendenza del ducato di Boemia dalla Gran Moravia si crede che potesse essere vicino come parentele alla casa morava dei Mojmir. I coevi Annali di Fulda di origine francona menzionano diversi principi slavi attivi attorno all'872 e uno in particolare, Goriwei viene identificato con Bořivoj.
La sua dinastia inizialmente risiedette presso Levý Hradec, una costruzione fortificata, a nord-ovest dell'attuale Praga. Quale capo dei Přemislidi Bořivoj era a capo della Boemia Centrale e si fregiò del titolo di kníže che significa principe sovrano attorno all'867. Secoli dopo il suo titolo venne tradotto dagli studiosi tedeschi herzog (duca) dei Boemi. Anche se i governanti tedeschi dei "ducati originari", che iniziarono ad emergere nel IX secolo avevano lo stesso titolo tuttavia esso produceva effetti pratici del tutto diversi; infatti mentre i duchi tedeschi agivano come rappresentanti del re, quelli cechi erano di per sé stessi sovrani.
Nell'872 Svatopluk I di Moravia riconobbe ufficialmente il titolo di Bořivoj e gli mandò San Metodio perché avviasse la cristianizzazione della Boemia.
Nello stesso anno Bořivoj supportò militarmente il proprio signore Svatopluk contro il Regnum Teutonicorum guidato da Ludovico II il Germanico e nella Boemia meridionale ebbero la meglio sui franconi. Bořivoj e la moglie vennero battezzati da Metodio probabilmente attorno all'873 diventando entrambi dei convertiti entusiasti anche se il cristianesimo non attecchì altrettanto bene nei suoi sudditi. Fra l'883 e l'884 Bořivoj venne deposto durante una rivolta in favore di un parente, Strojmír e solo nell'885 riuscì a tornare al potere grazie all'interessamento di Svatopluk. Il duca, o più probabilmente il figlio maggiore, spostarono la propria residenza a Hradčany ponendo le basi del castello di Praga.
Bořivoj morì attorno all'889 ed entrambi i suoi figli erano ancora minorenni e il governo della regione passò ad Arnolfo di Carinzia in virtù di un accordo che egli strinse con Svatopluk.

## Matrimonio e figli
Nell'874 sposò Ludmilla di Boemia, che venne poi fatta santa, e i due ebbero due figli:
- Spytihněv I, duca di Boemia (875 circa-915);
- Vratislao I di Boemia, duca di Boemia (888 circa – 13 febbraio 921).